# أرت فولر
أرت فولر (بالإنجليزية: Art Fowler) هو لاعب كرة قاعدة أمريكي، ولد في 3 يوليو 1922 في Converse, South Carolina ‏ في الولايات المتحدة، وتوفي في 29 يناير 2007 في سبارتانبرغ في الولايات المتحدة.

## وصلات خارجية
- أرت فولر على موقع دوري كرة القاعدة الرئيسي (الإنجليزية)
- أرت فولر على موقعبيزبول رفرنس.كوم (الدوري الرئيسي) (الإنجليزية)
- أرت فولر على موقعبيزبول رفرنس.كوم (الدوري الثانوي) (الإنجليزية)
- أرت فولر على موقع إي إس بي إن.كوم (أم.أل.بي) (الإنجليزية)